# Fakhr-e Dāvūd
Fakhr-e Dāvūd (persiska: فخر داود) är en ort i Iran.   Den ligger i provinsen Khorasan, i den nordöstra delen av landet, 700 km öster om huvudstaden Teheran. Fakhr-e Dāvūd ligger 1 479 meter över havet och antalet invånare är 756.
Terrängen runt Fakhr-e Dāvūd är kuperad norrut, men söderut är den platt. Terrängen runt Fakhr-e Dāvūd sluttar söderut.Runt Fakhr-e Dāvūd är det ganska tätbefolkat, med 185 invånare per kvadratkilometer. Närmaste större samhälle är Pīveh Zhan, 6,7 km norr om Fakhr-e Dāvūd. Omgivningarna runt Fakhr-e Dāvūd är i huvudsak ett öppet busklandskap.